# Inchmurrin
Inchmurrin (skotsk gaeliska:Innis Mheadhran) är den största ön i Loch Lomond och tillika den största ön i en insjö på de Brittiska öarna.

## Geologi

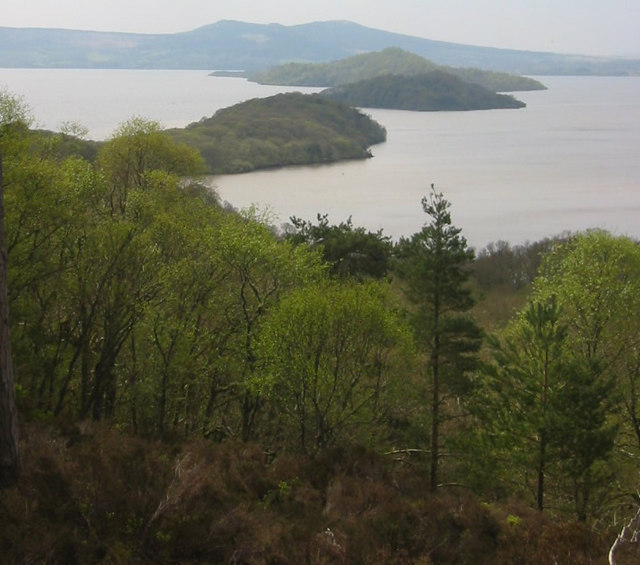
"Highland Boundary Fault Line" sedd från toppen av Inchcailloch: Torrinch närmast, därefter Creinch, Inchmurrin och, i fonden, berget Ben Bowie.

Inchmurrin är den största och sydligaste av Loch Lomonds öar. Dess högsta topp ligger 89 m ö.h. (i norra delen) och ön är till stor del skogbevuxen.
Från nordost till sydväst bildar öarna Inchcailloch, Torrinch, Creinch och Inchmurrin en del av den förkastningslinje, "Highland Boundary Fault", som skiljer de skotska högländerna från "lågländena".